# St. Norbert (Magdeburg)

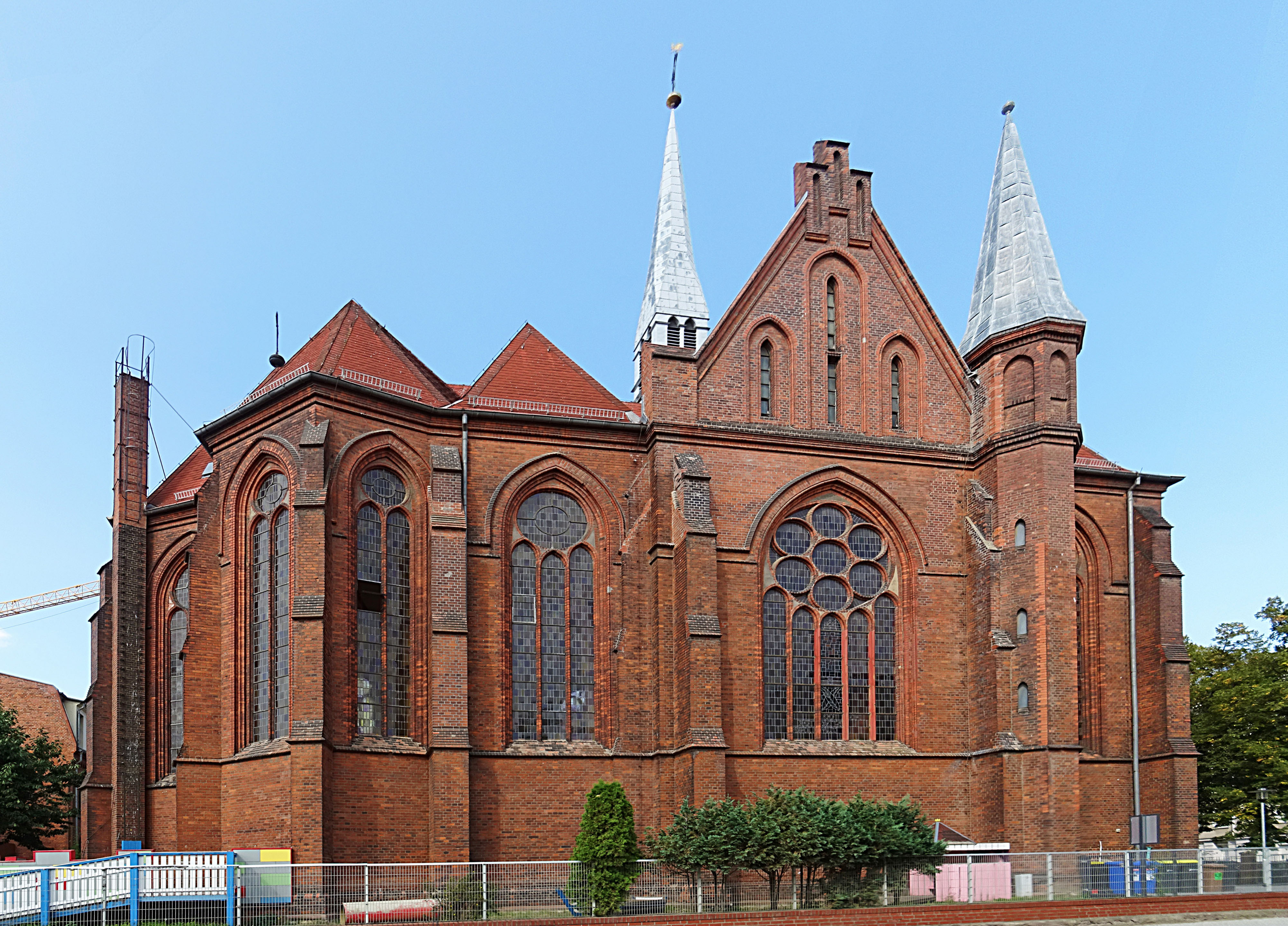
St. Norbert

St. Norbert ist die katholische Kirche im Magdeburger Stadtteil Buckau in der Karl-Schmidt-Straße Nr. 5. Das nach dem heiligen Norbert von Xanten benannte Gotteshaus gehört zur Kathedralpfarrei St. Sebastian des Bistums Magdeburg.

## Geschichte

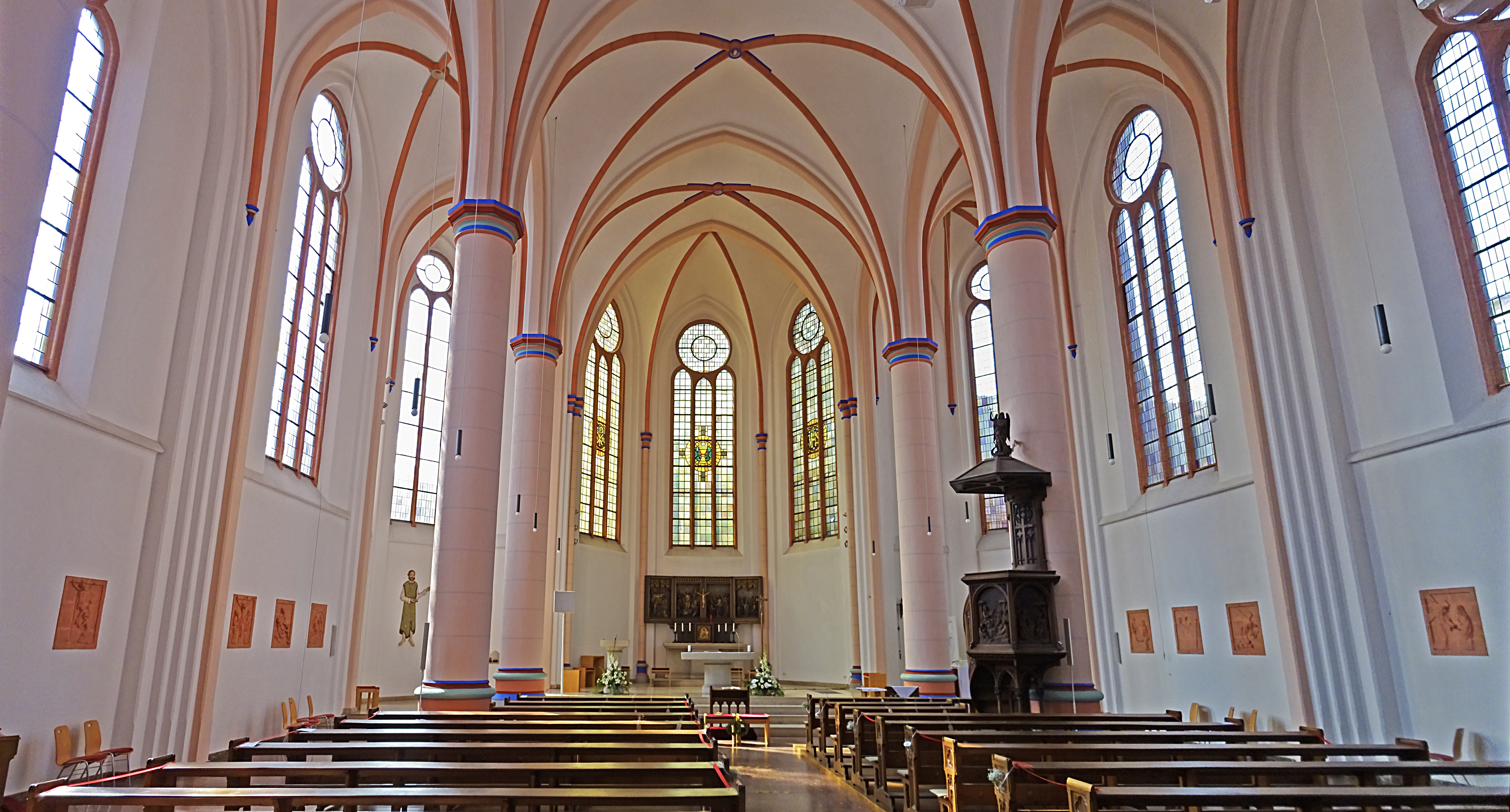
Blick zum Chor

Buckau gehörte zunächst zum Bistum Halberstadt, nach der Gründung des Erzbistums Magdeburg von 968 an zu diesem. Im vom Kloster Berge abhängigen Buckau führte Peter Ulner 1565 die Reformation ein, wodurch das katholische Leben in Buckau für mehrere Jahrhunderte erlosch.
Erst durch die Industrialisierung ließen sich von Mitte des 19. Jahrhunderts an wieder Katholiken in Buckau nieder. Sie gehörten zunächst zur Pfarrei der Magdeburger Altstadt. 1860 wurde in einem Privathaus in Buckau eine katholische Schule eröffnet, um den katholischen Kindern aus Buckau den weiten Schulweg in die Altstadt Magdeburgs zu ersparen. 1868 wurde Kaplan Theodor Franz Deilmann als erster Seelsorger für Buckau ernannt, Buckau gehörte zunächst weiter zur Magdeburger Altstadtpfarrei. Die Heiligen Messen fanden zunächst im Saal des Thaliagartens in der Dorotheenstraße statt. 1871 wurde das Grundstück Kapellenstraße 3 angekauft und dort 1872 ein Missionshaus erbaut, in dem eine Kapelle eingerichtet wurde, die bereits das Patrozinium des heiligen Norbert von Xanten bekam.

### Bau
Die Kirche ist im neogotischen Stil als dreischiffige Hallenkirche erbaut.

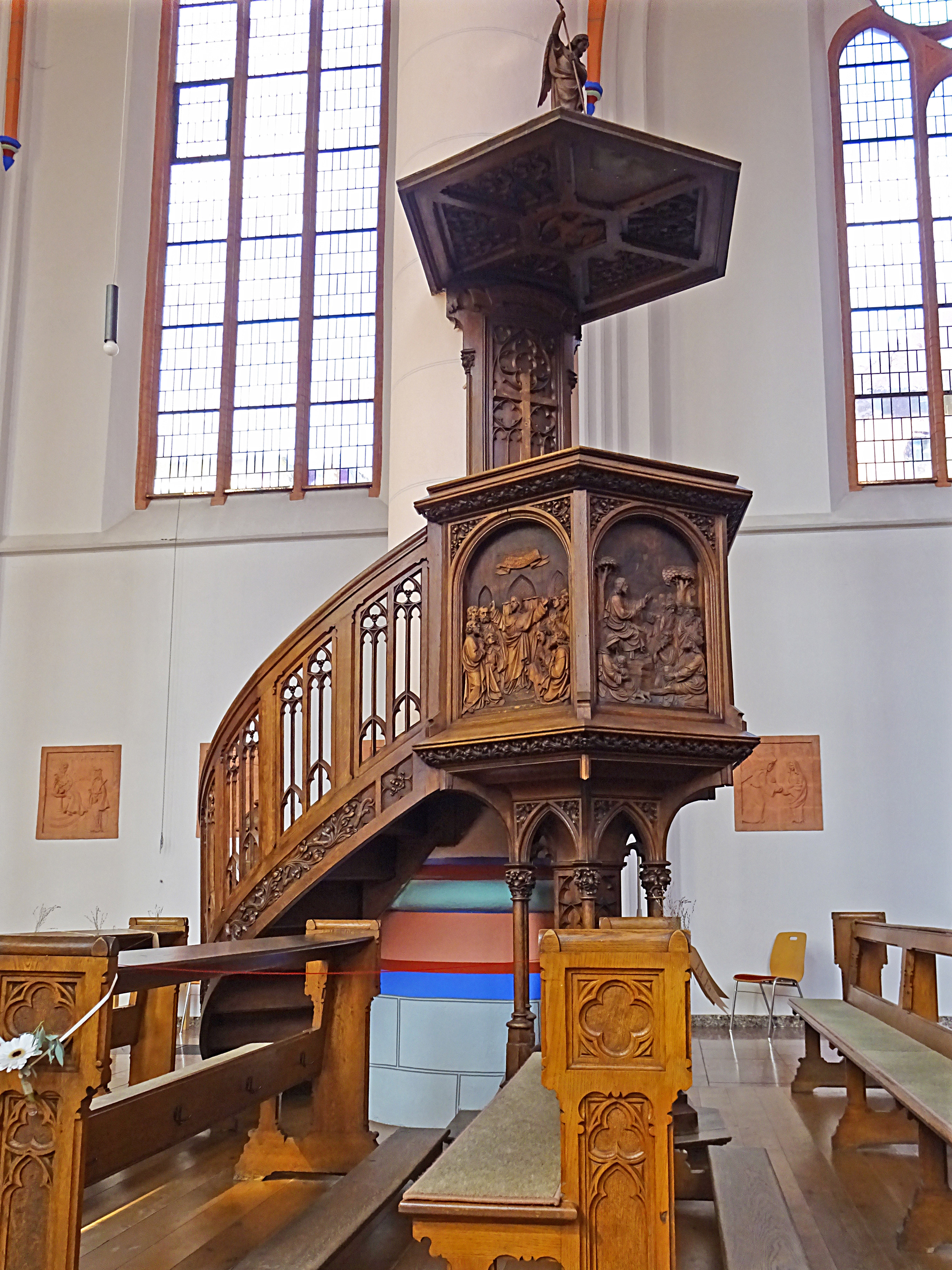
Kanzel

Die Grundsteinlegung erfolgte am 30. Juni 1895. Der Neubau war erforderlich geworden, da die zuvor genutzte Kapelle St. Norbert in der Kapellenstraße und ein dort befindliches Missionshaus sich als zu klein erwiesen.
Bereits 1883 hatte man das Grundstück für 34.000 Mark erworben. Für den Neubau wurden in ganz Deutschland Spenden in Höhe von insgesamt 56.000 Mark gesammelt.
Der Bau erfolgte nach Plänen von Hilger Hertel d. Ä. aus Münster. Es entstand eine neogotische dreischiffige Hallenkirche von 42 Meter Länge und 18 Meter Breite. Als Baumaterial kamen rote Klinker zum Einsatz. Aufgrund von Geldmangel wurde der Bau jedoch nicht, wie geplant, vollendet. Zwei Joche und der Glockenturm wurden nicht errichtet, weshalb die Front der Kirche deutlich hinter der Häuserflucht der Karl-Schmidt-Straße steht und anstelle der fehlenden Joche und des Turmes ein geräumiger Vorplatz entstand. Stattdessen wurde ein Dachreiter gebaut. Propst Kaspar Friedrich Brieden weihte die Kirche am 16. August 1896 zum vorläufigen Gebrauch. Die endgültige Weihe erfolgte am 10. Mai 1898 durch Bischof Hubert Theophil Simar. In diesem Jahr wurde auch die Kapelle im Missionshaus von 1872 wieder aufgegeben. Als Pfarrhaus diente das bereits 1872 errichtete und bis zum Bau der Kirche auch für die Gottesdienste genutzte Haus Kapellenstraße 3. Schon 1883/1884 war nördlich der späteren Kirche die katholische Schule der Gemeinde entstanden. Im Jahr 1909 wurde ebenfalls nördlich der Kirche das als Gemeindehaus genutzte St. Elisabethhaus errichtet. Aufgrund des Kulturkampfes konnte die Pfarrei St. Norbert erst 1894 errichtet werden.
Aus der Kirchengemeinde Dalhausen im Weserbergland stammte der Pfarrer Joseph Alois Behre (1874–1960), er war von 1912 bis 1926 an St. Norbert tätig, danach bis 1951 Pfarrer von St. Kilian in Vörden. Aufgrund seiner seelsorgerischen Verdienste und seines sozialen Engagements wurde Behre 1951 von Lorenz Kardinal Jaeger (Erzbistum  Paderborn) zum Geistlichen Rat h. c. und von den Gemeinden Dalhausen und Vörden zum Ehrenbürger ernannt. 1918 wurde eine Reliquie des Heiligen Norbert aus der Abtei Strahov in Prag an St. Norbert übergeben.

### Schäden im Zweiten Weltkrieg
Im Zweiten Weltkrieg erlitt die Kirche nur geringe Schäden. Durch Luftangriffe wurden Fensterscheiben zerstört. Beim Angriff der US-amerikanischen Truppen auf Magdeburg am 18. April 1945 schlugen zwei Panzergranaten ein. Die Schäden wurden im Laufe des Jahres 1946 beseitigt.

### Die Zeit in der DDR
Am 9. Mai 1948 wurde ein von Erika Wiegand geschaffener Kreuzweg geweiht. In den Jahren 1954 und 1955 wurde das Kirchendach neu gedeckt.
Verursacht durch einen Kurzschluss unter der Orgel brach am 23. Februar 1965 ein Brand aus. Die Schäden wurden innerhalb eines Jahres beseitigt.

### Seit Gründung des Bistums Magdeburg
Am 1. April 2006 wurde der Gemeindeverbund Magdeburg Mitte errichtet, der die Kirchengemeinden St. Adalbert, St. Johannes Baptist, St. Norbert und St. Sebastian umfasste. Am 2. Mai 2010 entstand aus dem Gemeindeverbund die heutige Kathedralpfarrei St. Sebastian. Auch die St.-Marienstift-Kapelle gehört heute zu dieser Pfarrei.
Im örtlichen Denkmalverzeichnis ist die Kirche unter der Erfassungsnummer 094 71194 als Baudenkmal verzeichnet.

## Rühlmann-Orgel

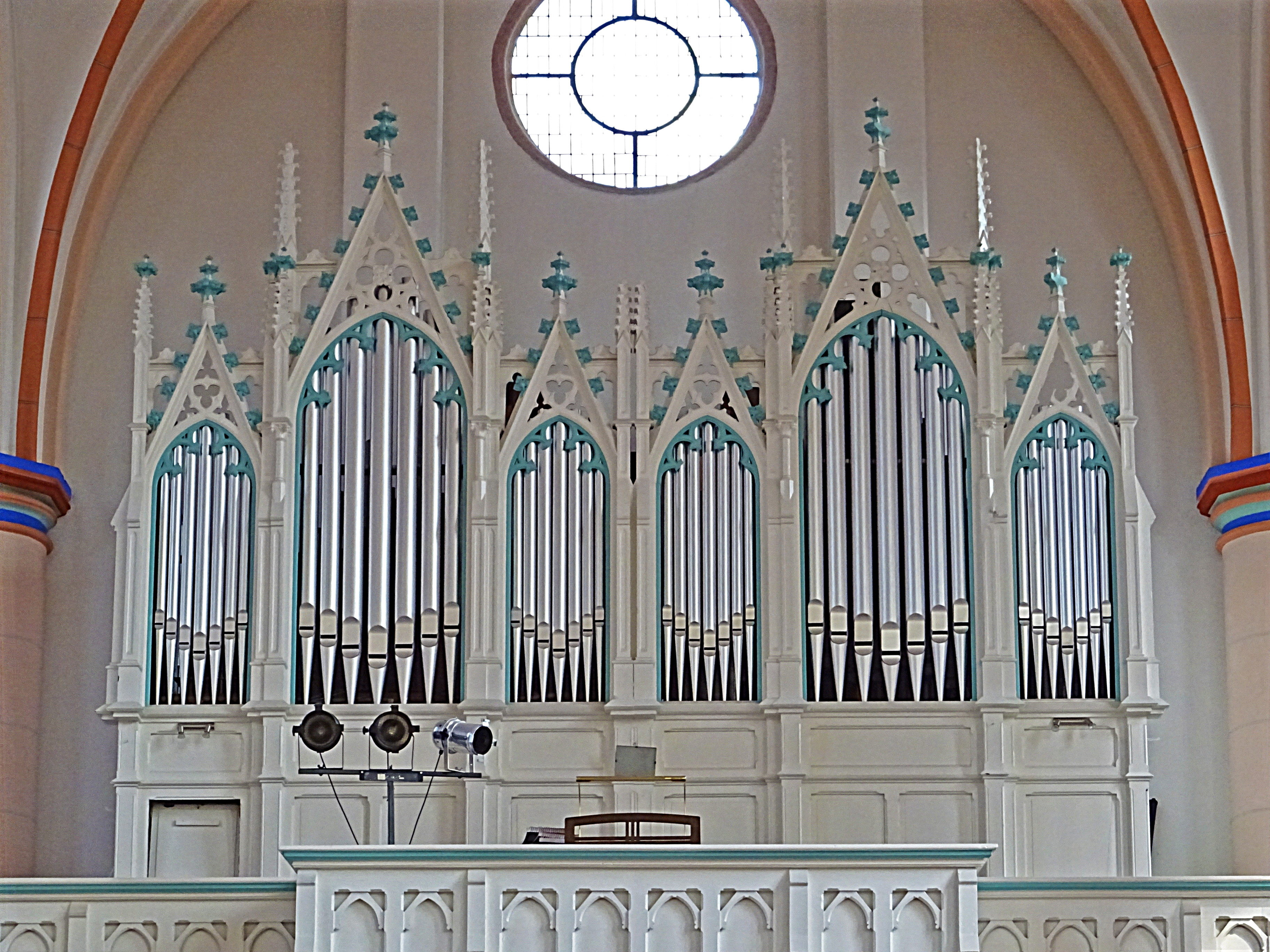
Rühlmann-Orgel 2020

Die Orgelbaufirma Rühlmann stattete die Kirche 1903 mit ihrem Opus 251 aus. Es handelt sich um eine großteils erhaltene Orgel mit pneumatischen Spiel- und Registertrakturen. Später wurden einige Rühlmann-Register gegen neobarocke ausgetauscht. 
Das Instrument hat 22 Register auf zwei Manualen und Pedal. Es wurde 2011/2012 vom Unternehmen Vogtländischer Orgelbau Thomas Wolf generalüberholt, eine vollständige Rekonstruktion der Disposition von 1903 konnte wegen fehlenden Geldes nicht vorgenommen werden, sodass es bei einer bestmöglichen Integration der später eingebauten, neobarocken und in der Orgel gelassenen Register in die rühlmannsche Substanz blieb.
Disposition
- I. Manual C–f³: 1. Principal 8′ Prospekt Zink; Innenpfeifen Rühlmann original, 2. Octave 4′ Prospekt Zink; Innenpfeifen Rühlmann original, 3. Salicional 8′ Rühlmann original, 4. Bordun 16′ Rühlmann original, 5. Terz 1 3/5′ nicht original, 6. Gedackt 8′ Rühlmann original, 7. Nasat 2 2/3′ nicht original, 8. Rohrflöte 4′ Original bzw. aus Originalbestandteilen, 9. Gemshorn 2′ vermutlich nicht original, 10. Mixtur 4fach 1 1/3′ ggf. aus Originalbestandteilen
- II. Manual C–f³: 11. Principal 4′ Rühlmann; vermutlich urspr. Geigenprincipal 8′ mit im Prospekt stehend, 12. Lieblich Gedackt 8′ Rühlmann original, 13. Tertian 2fach 1 3/5′ 1 1/3′ nicht original, 14. Oboe 8′ vermutl. nicht original, 15. Flöte 4′ Rühlmann original, 16. Sifflöte 1′ nicht original, 17. Zimbel 2fach nicht original
- Pedal C–d¹: 
  - Pedallade 1: 18. Gedacktbaß 8′ Rühlmann original, 19. Principalbaß 8′ Rühlmann original, 20. Subbaß 16′ Rühlmann original
  - Pedallade 2: 21. Choralbaß 2fach nicht original, 22. Posaune 16′ Rühlmann original
- Koppeln: Manualkoppel II/I, Pedalkoppeln I/P; II/P, Oberoctavkoppel I/I
- Spielhilfen: Tremulant zum II. Manual